# Platyulus audouinii
Platyulus audouinii är en mångfotingart som beskrevs av Paul Gervais 1836. Platyulus audouinii ingår i släktet Platyulus och familjen koppardubbelfotingar. Inga underarter finns listade i Catalogue of Life.